# 费莫病毒科
费莫病毒科（学名：Fimoviridae）是布尼亚病毒目下的一个科。

## 下属分类
本科包括以下属：
- 欧洲山棒环斑病毒属 Emaravirus ，欧洲山梣环斑病毒属